# Centrophorus granulosus
Il centroforo comune (Centrophorus granulosus (Bloch & Schneider, 1801)), conosciuto anche come sagrì è un piccolo squalo appartenente alla famiglia dei Centroforidi.

## Tassonomia
Descritto da Bloch e Schneider nel 1801 con il nome di Squalus granulosus, fu assegnato da Müller e Henle al genere Centrophorus nel 1837. Il nome scientifico deriva dal greco kéntron, «aculeo», e phéro, «portare», per le spine dorsali, e dal latino tardo granulum, per la pelle molto ruvida.

## Descrizione
Può raggiungere una lunghezza totale massima di 170 cm, ma generalmente le sue dimensioni sono inferiori. I maschi diventano sessualmente maturi quando raggiungono una lunghezza di 105-118 cm. Presenta una colorazione grigia sul dorso, con ventre più chiaro. Gli adulti spesso hanno riflessi bruno-violacei; i giovani sono più chiari, con i bordi delle pinne bianchi.
Come tutti i Centroforidi, presenta due pinne dorsali, ciascuna dotata di una robusta spina sul margine anteriore: la prima pinna dorsale presenta un apice posteriore allungato ed è situata in posizione poco arretrata rispetto alle pettorali e molto avanti rispetto alle pelviche; la seconda dorsale è poco più piccola e più bassa rispetto alla prima, lunga come le pelviche e posteriore a queste ultime. L'apice libero posteriore delle pettorali è molto allungato e forma un lobo appuntito; la spina della prima dorsale è poco anteriore rispetto a esso. La pinna anale è assente. La pinna caudale, situata all'estremità di un peduncolo caudale senza carene né fossette, presenta una forte incisura subterminale.
Possiede cinque fessure branchiali, tutte davanti alle pettorali. Il muso è lungo e schiacciato superiormente. Gli occhi sono piuttosto grandi, laterali, chiari, senza membrana nittitante. Gli spiracoli sono abbastanza grandi, allungati e obliqui dietro l'occhio. La pelle è particolarmente ruvida. I denti della mascella superiore (circa 40) sono grandi, appuntiti, con una cuspide centrale ben sviluppata e verticale; quelli della mascella inferiore (circa 30) sono molto più grandi, con una cuspide centrale inclinata indietro, un'incisura sul bordo esterno, un orlo finemente seghettato o liscio e basi sovrapposte.

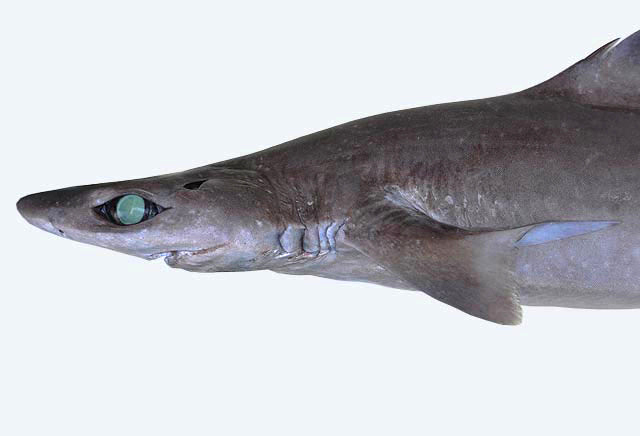
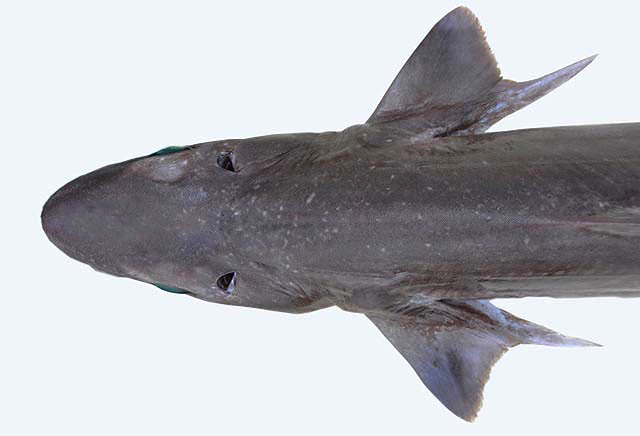
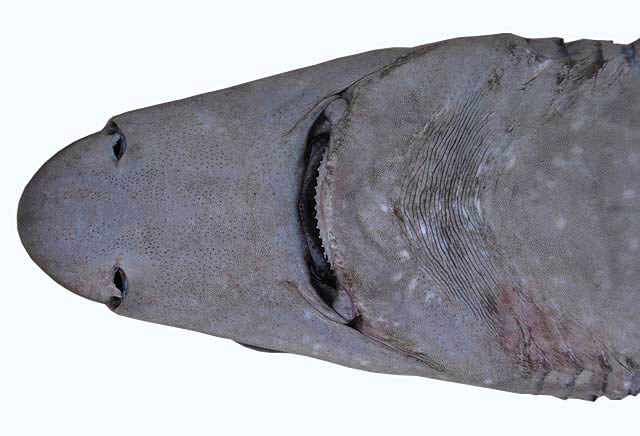
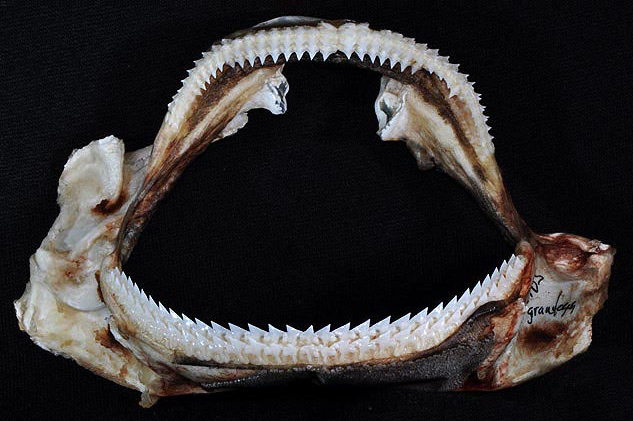
Mascelle
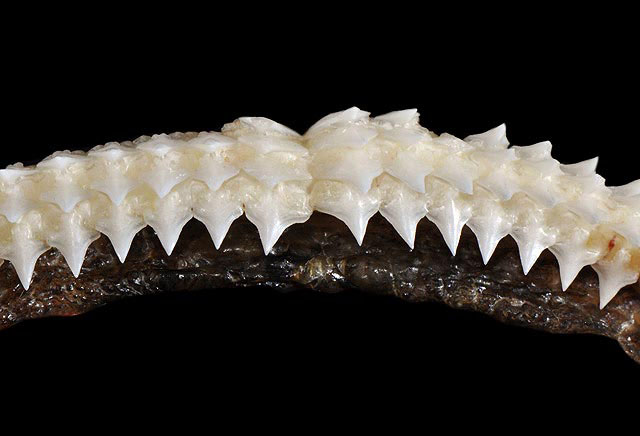
Denti superiori
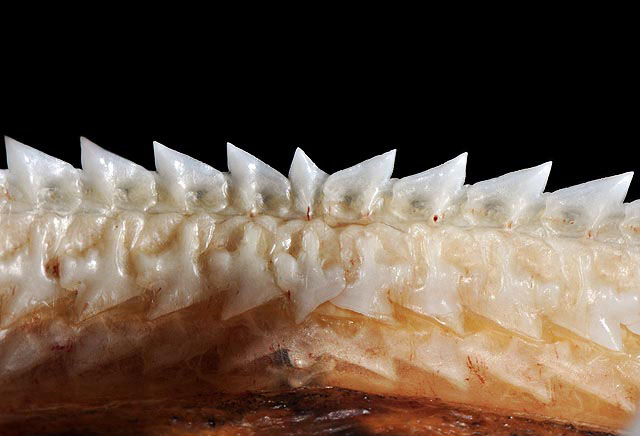
Denti inferiori

## Biologia
Il centroforo comune si nutre di piccoli pesci, come naselli o altri pesci di profondità con organi luminosi, come i pesci lanterna (Myctophidae).
Può vivere per più di 30 anni; le femmine raggiungono la maturità sessuale tra i 12 ed i 16 anni, i maschi tra i 7 e gli 8.
Il centroforo comune ha un periodo di gestazione straordinariamente lungo: ben due anni. La cellula uovo non fecondata di questa specie presenta dimensioni eccezionali: con un peso compreso tra i 143 e i 370 grammi, è una delle cellule più grandi mai descritte nel regno animale. La specie è ovovivipara e produce uova che si schiudono all'interno del corpo della femmina. I componenti dell'uovo e le uova non fecondate servono da nutrimento per il piccolo in sviluppo, che viene poi partorito vivo. Alla nascita il piccolo misura 30-42 cm di lunghezza.
Il lungo periodo di gestazione, l'uniparità, il tardo raggiungimento della maturità sessuale e gli occasionali periodi di riposo tra una gravidanza e l'altra fanno del centroforo comune una specie dal tasso di riproduzione estremamente basso, che possiede probabilmente il minore potenziale riproduttivo tra tutti gli elasmobranchi.

## Distribuzione e habitat
Il centroforo comune è presente sia nelle acque temperate che tropicali di tutto il mondo, fatta eccezione per il Pacifico orientale. Nell'Atlantico orientale si incontra dalla Francia al Sudafrica, Mediterraneo compreso, mentre in quello centro-occidentale è presente nella parte settentrionale del golfo del Messico. Nell'oceano Indiano la sua presenza è stata segnalata nelle acque attorno al Mozambico, al Sudafrica e ad Aldabra, e, sul versante opposto, all'Australia occidentale. Nel Pacifico occidentale è stato trovato nelle acque di Giappone, Papua Nuova Guinea e Australia.
Specie demersale, si aggira lungo il margine esterno della piattaforma continentale e nelle zone superiori della scarpata continentale, generalmente al di sotto dei 200 m; sebbene la sua presenza sia stata segnalata tra i 50 e i 1440 m di profondità, il maggior numero di catture è stato registrato tra i 200 e i 600 m. Si ritiene che gli esemplari più giovani vivano in acque più profonde degli adulti.

## Conservazione

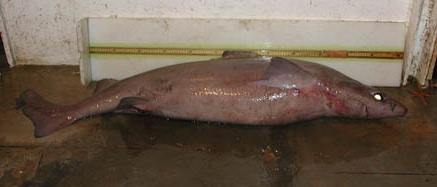
Un esemplare catturato da un peschereccio.

Il centroforo comune viene pescato attivamente, soprattutto nell'Atlantico, con reti da fondo e con palangari, sia per la carne, che è utilizzata salata e affumicata, sia per l'elevato contenuto di squalene contenuto nel voluminoso fegato, che lo rende preda appetibile soprattutto in Giappone. Di conseguenza, la principale minaccia per la sua sopravvivenza è costituita dalla sovrapesca. Se non gestiti accuratamente, anche livelli di pesca moderati possono incidere pesantemente sulle popolazioni, dato il basso tasso riproduttivo di questo animale.
In tutto il mondo, le industrie della pesca stanno iniziando a sfruttare zone di pesca più profonde utilizzando metodi come la pesca a strascico e i palangari di fondo. Nell'Atlantico nord-orientale, le popolazioni di centroforo comune sono diminuite dell'80-95% già dagli anni '90. Nel Mediterraneo questo squalo è oggetto di pesca con palangari e reti da posta. Un gran numero di esemplari viene anche catturato accidentalmente in reti a strascico e palamiti destinati ad altre specie.
Attualmente, nell'Atlantico nord-occidentale e sud-orientale non sono in atto misure di conservazione specifiche per il centroforo comune. Nel 2005, nel Mediterraneo, è stata proibita la pesca al di sotto dei 1000 m di profondità, ma la specie si spinge spesso al di sopra di tale profondità.